# Pacajus (microregio)
Pacajus is een van de 33 microregio's van de Braziliaanse deelstaat Ceará. Zij ligt in de mesoregio Metropolitana de Fortaleza en grenst aan de mesoregio Norte Cearense in het oosten, zuiden en zuidwesten en de microregio Fortaleza in het noordwesten en noorden. De microregio heeft een oppervlakte van ca. 414 km². Midden 2004 werd het inwoneraantal geschat op 92.111.
Twee gemeenten behoren tot deze microregio:
- Horizonte
- Pacajus

Mesoregio's: Centro-Sul Cearense · Jaguaribe · Metropolitana de Fortaleza · Noroeste Cearense · Norte Cearense · Sertões Cearenses · Sul Cearense

Microregio's: Baixo Curu · Baixo Jaguaribe · Barro · Baturité · Brejo Santo · Canindé · Cariri · Caririaçu · Cascavel · Chapada do Araripe · Chorozinho · Coreaú · Fortaleza · Ibiapaba · Iguatu · Ipu · Itapipoca · Lavras da Mangabeira · Litoral de Aracati · Litoral de Camocim e Acaraú · Médio Curu · Médio Jaguaribe · Meruoca · Pacajus · Santa Quitéria · Serra do Pereiro · Sertão de Crateús · Sertão de Inhamuns · Sertão de Quixeramobim · Sertão de Senador Pompeu · Sobral · Uruburetama · Várzea Alegre